# Yosi Domínguez
José Manuel Domínguez Álvarez (Orense, 23 de enero de 1948), más conocido como Yosi, es un músico, cantante y compositor español del grupo de hard rock Los Suaves. Es uno de los compositores y vocalistas más veteranos de España A pesar de ser miembro de Los Suaves ejerció de Policía Nacional, llegando a Inspector Jefe del Cuerpo Superior.

## Carrera

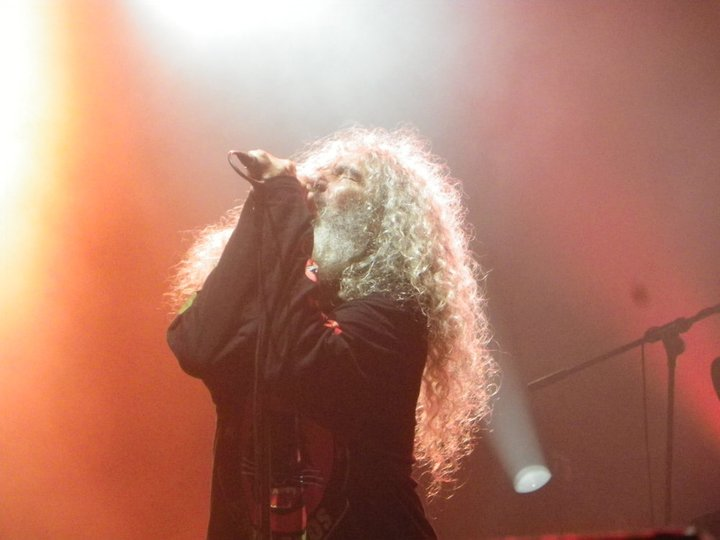
Yosi cantando en la playa de Riazor en 2011

Nacido en Orense en 1948, es miembro y cofundador del grupo de rock Los Suaves, hermano del bajista de la misma banda, Charli Domínguez, y del primer batería, Xabier Domínguez. 
Yosi está considerado uno de los mejores letristas de España, estimándolo por muchos de sus seguidores con el apodo de "El Poeta". Sus composiciones abarcan temas como el amor, la pérdida, el día a día, la muerte, la noche, las mujeres y el eterno fracaso del que se sabe perdedor. Con el paso de los años denota una amplia evolución en los temas de sus canciones y una gran profundidad en sus letras, llenas de amplios recursos literarios en la composición y descarnadas historias. El devenir de su carrera musical da buena cuenta de tales aspectos evolutivos, confluyendo de manera mucho más plausible en discos más intimistas y personales como autor, Si yo fuera Dios o El jardín de las delicias. Aparte de todas las letras de Los Suaves, Yosi, voz, armónica y guitarra de la banda, figura también como compositor de la música de casi todas las canciones, si bien en los últimos discos la influencia de los guitarristas Alberto Cereijo o Fernando Calvo es más notable y se hace presente en canciones como "Noche" o "Mi casa". 
Yosi, el cantautor pesimista, el poeta de lo triste, es uno de los cantantes más veteranos de España, ya septuagenario. Se mantuvo en los escenarios hasta el año 2016 y en un constante proceso de creación, siempre envuelto en un aura de leyenda viva que proclaman sus acérrimos seguidores, convirtiéndose en uno de los personajes más reputados y populares del género rock en España. Un músico talentoso que se transforma en un showman autodestructivo cada vez que se sube a un escenario.
Es un lector voraz e indiscriminado, un gran escritor, pregonero de unas fiestas de Orense, tiene 5 discos de oro; tal vez... y alguna vez, el uniforme policial, la música, la guitarra y tocar en directo... rock and roll, después lo que venga. Sus miedos: la mujer y el directo; su disco por las dos caras: Los Kinks. “Like a rolling stone”, su primer vinilo, como escritor Celine y su libro “Viajando al fin de la noche”... y entre poesía y filosofía, siempre rock and roll.
"Los Suaves tienen una fecha de caducidad y está cada vez más cerca”. Lo dijo Charly Domínguez, bajista y fundador de Los Suaves, durante la presentación en Orense del Derrame Rock. Anunciaron el fin de la banda para el año 2016, si bien, un accidente sufrido por Yosi en el escenario desbarató el concierto despedida, lo que dejó en suspenso la decisión del final definitivo de Los Suaves al retirarse desde entonces de la escena.
Los Suaves, creados en 1980, han sido de los pocos grupos que jamás se han separado y nunca han tenido un año de descanso. Han sido honrados con la Medalla de Oro de la Ciudad de Orense (2010) y la Medalla de Oro de la Provincia de Orense (2017). Tienen una plaza con su nombre en esta misma ciudad, cuna de la banda. Ya en 2018, Yosi recibió el premio Musa SGAE a la excelencia creativa.
Yosi siempre ha dicho que toda su vida está contada en sus letras, y como relatan sus letras, Yosi es un hombre al que le persigue la leyenda de maldito; él mismo ha contribuido a enriquecerla con sus directos desproporcionados y ese cúmulo de excesos adictivos que fueron cimentando su imagen perversa; para muchos admirable y para otros no tanto. Según él, no hay ningún secreto para mantenerse vivo en el mundo del rock, solo ganas e ilusión y cosas que decir. Yosi tiene un lema inapelable: “escribe una canción como si fuera la primera y cántala como si fuera la última”.
En el año 2019, editado por la Diputación de Orense, salió publicado su libro de 2 tomos "Canciones, algún desliz y dos o tres fotografías", como compendio de su prolífica obra letrística, así como recopilación de fotos y opiniones de los más diversos artistas del mundo musical.

## Discografía

### Con Los Suaves
Véase en el artículo principal: Discografía de Los Suaves
- 1982: Esta vida me va a matar.
- 1984: Frankenstein.
- 1988: Ese día piensa en mí.
- 1991: Maldita sea mi suerte.
- 1993: Malas noticias.
- 1994: Santa Compaña.
- 1997: San Francisco Express.
- 2000: Víspera de todos los santos.
- 2003: Si yo fuera Dios.
- 2005: El jardín de las delicias.
- 2010: Adiós, adiós.
- 2011: 29 años 9 meses 1 día.
- 2013: Gira de los mil conciertos.